# 人生、ブラボー!
『人生、ブラボー!』（じんせいブラボー、原題：Starbuck）は、2011年のカナダのコメディ映画。
ハリウッドで、2013年に Delivery Man（日本語では『人生、サイコー!』）という題名でリメイクされた（主演はヴィンス・ヴォーン）。

## ストーリー
映画の冒頭は約20年前に主人公が病院にて精子提供を行うシーンから始まる。はじめに契約書と見られる紙にサインをした後、容器を用いて提供をする。時は流れ42歳独身の主人公ダヴィッド・ウォズニアックはウォズニアック精肉店で働いていた。主な業務は肉をトラックに積み、それを配達すること。その日も店につくと店のトラックの私的な利用と遅刻を注意される。そして、同じ職場の兄貴は臨月の女房をもっており、主人公にその苦労を説き、子供を作るべきでないと言う。
またその精肉店は地元でサッカークラブを結成しており、試合を行うことが決まっていた。そんな中、ダヴィッドは、チームメイトでお揃いのユニフォームを紛失してしまっており、周りからは紛失したのではないかと疑われる。しかしダヴィッドは、自分は持っていると主張し続けた。そこでユニフォームを買いに店にトラックを走らせた。店の前に止めようとすると後ろからきた乗用車に止められてしまい、口論したものの仕方なく道路にはみ出したかたちで駐車した。店を閉めた店主が出てきたが、無理を言って店を開けてもらいユニフォームを購入する。また、8万ドルの借金返済のために他の会社から借金を頼むが全て断られる。そこで、家庭で大麻を栽培し借金を返済することを決意し、何冊もの家庭栽培の本を手に入れる。しかし、そんなことをしていると、お揃いのユニフォームをのせたダヴィッドのトラックがレッカー車に引っ張られていってしまう。結果として試合当日、バラバラの服装で集合写真をとり、試合をすることとなる。また、彼女であるヴァレリーの家に行くと、彼女が妊娠していることを告げられる。さらに、彼女は電話ひとつもくれず、妊婦を真夜中に起こす男とは別れると言われる。
その後、自称弁護士の友人アボカットと話しをしていると、その友人も「子供を作ったことでエネルギー・時間・金をとられた。子供を作っていいことはない」と言う。家に帰るとシャンベルランと名乗る弁護士がいて、「1988年から1990年の23ヶ月の間にスターバックという偽名で693回の精子提供をし、2万4235ドル受け取った。それにより533人の子供が現在いること。さらに提供時に秘密保持契約を結んでいたが、現在533人のうち142人（以下スターバック・チルドレン）が父親の情報開示を求めて提訴している」ということを知らされた。
アボカットに相談すると、そのような事例は初めてで歴史的な裁判になると弁護人を請け負うことに意欲をみせた。そこで、まずは賄賂を使い弁護証を貰い、裁判ではダヴィッドが心神喪失と主張すると伝えた。その際にダヴィッドは142人のプロフィールを手に入れる。家でプロフィールの中から1枚引くとリカルド・ドナテッリという背番号14番のサッカー選手であったことを知る。そこで彼の試合をサッカー会場に見に行き、彼のゴールを目にする。まるで自分の分身がゴールを決めたようだと喜ぶ。
仕事中の警察官であるヴァレリーのもとへ行き、自分は立派な父親になると宣言する。ダヴィッドは、他のスターバック・チルドレンにも会ってみようとする。俳優を目指しており、カフェでバイトしている子供に会いに行くと、本来であれば交代のパートが来ているはずなのだが15分の遅刻のため延長して店番をしなければならなくなる。ダヴィッドはコーヒーを頼むと、彼のあまりにも不機嫌で無愛想な態度に対し、「自分は客だから君はもう少し笑顔で、愛想よくするべきだ」とアドバイスする。すると、実はその日、オーディションがあり、行くはずだったのにパートが15分遅れるせいでいけなくなっていることを知った。ダヴィッドは代わりにアルバイトを引き受け、トラックを貸す。彼が去った後、店長が来てダヴィッドが代わりにバイトをしていることに対して、「どうせ大根役者のくせに」と言い彼をクビにした。彼が帰ってくると、彼がクビになったことを伝えた。しかし、彼はオーディションに合格していたのだった。
次はリゴレットピザの配達を請け負うジュリーというスターバック・チルドレンのもとへ行った。すると新居の家賃について電話越しに交際相手と口論しているのを聞く。結果ジュリーは電話を投げ付けて壊すのだが、その後ダヴィッドが玄関から呼びかけても返事がなくなる。何かと思い部屋に入ると薬物中毒で倒れていたのだ。搬送先の病院で、医師から「ジュリーのことを思うならプログラムに参加させるべきだ、そのプログラムは一つ空きがでていて効果は絶大だ」と言われる。しかし、ジュリーは友達のコネでようやく憧れのデパートの仕事に就いたばかりで、自分でクスリは絶つからここから出すよう言われる。ダヴィッドは迷った末に父親としてサインをしてジュリーを退院させた。翌日、雨の中デパートの前で娘が本当に約束通り出勤していることを確かめて安心した。その後もプールサイドのライフセーバーやスーパーの店員、路上ミュージシャン、ネイリスト、イロコイ族のガイドをしているスターバック・チルドレンたちを雨の日も通い続けた。
その頃、周りの友人が「子供はいいぞ、育児休暇が欲しい」という話を聞く。そうして、トラックに乗り込むと助手席に彼女が座っており、彼女は「自分が潔癖症だから子供嫌いで面倒を見られるか心配だ」ということをダヴィッドに相談した。子供好きになっていたダヴィッドは彼女から見習い父親として任命される。そんな中、アボカットは「スターバック・チルドレンに会うべきでない」と警告する。しかし、ダヴィッドは「守護天使となる」と言い、それからも会い続ける。レオポル・ラファエルという障害者の子にも会うが、彼は全く話さないので、本当に正しく接することができていたのか不安に感じた。しかし、帰り際受付の黒人女性から「立派でしたよ」と言われ自信を取り戻す。スターバック・チルドレンを追いかけていると、とある会議場にたどり着く。そこではスターバックのことについて議論していた。その会場でダヴィッドは「君たちは兄弟姉妹なのだ」と発言し、そこで色々と手助けしたスターバック・チルドレンと再会する。その際、ラファエルの養父と名乗る。
ある日、アントワーヌという子供の一人が家にいた。彼はベジタリアンで高校の頃、独特の見た目からいじめられていた。さらに普通の子供は愛の結晶として生まれるにもかかわらず、精子提供により生まれた自分達は自慰の結晶と考えていた。提供者がダヴィッドだと知っており、それを二人だけの秘密にしていた。
ダヴィッドはヴァレリーを家族に紹介する。家族写真を見せたり食事した後に、父がある話をする。昔父は貧乏で妻と新婚旅行にいけなかった。それから月日が経ち、ある日妻が病気となった。息子である主人公がイタリアのベネチアへの飛行機のチケットからホテルまで全て用意してくれたが、結局はイタリアへは行かずに近場の公園でランチをしただけだった。そしてそのまま妻は息を引き取った。帰り道彼女にそのお金はどこから出たのかを聞かれると、「秘密の楽園」と答えた。
ある日、ダヴィッドはアントニーをサッカーに誘う。初めは全く出来なかったが、「ボールを手で触ってはいけない」というルールを知ってからは上手くなったと主人公は褒めた。終わりにアントニーでアイスを食べていると、週末に行われる湖のほとりの小屋でのスターバック・チルドレンの集会に誘う。しかし、ダヴィッドは彼女つまり本当の家族との約束があるからと断ると、アントニーは怒った。結果、ダヴィッドは彼女に嘘をついて集会へいった。湖に飛び込んだり、バーベキュー、凧揚げ、キャンプファイヤーを行った。するとキャンプファイヤー中、ひとりが、「育ての親にはもちろん感謝しているが育ての親以外の家族を持てることも嬉しい」と述べた。
そしてまたラファエルに会う。翌日、ダヴィッドは子供たちと触れ合ったことを受け、アボカットに「自分がスターバックだと名乗り出たい」と告げる。しかし、アボカットは世間の評価を考えてからにしろと大反対し、スターバックのことがマスコミに「変態で軽率」と批判されていることを伝える。ダヴィッドは彼女や同僚にもスターバックのことを聞くが、ただの変態だと見られていた。家族のもとにはヤクザが借金取りに現れ、返済のため子供たちを裏切ってでも病院を逆告訴して慰謝料をもらう道を選んだ。結果、ダヴィッドは勝訴して匿名権とクリニックから20万ドルの賠償金を獲得し、スターバック・チルドレンは生物学上の父を知れないままとなった。
判決後、勝訴したアボカットはインタビューでダヴィッドの名前を口走る。言い訳としてダヴィッドは常に支えてくれた恋人と弁明するが、アボカットは周りからゲイ扱いされる。一方、スターバック・チルドレンは司法には頼れないこと、メディアでスターバックは悪意ある報道がされているが自分たちは変態だとは思ってないので名乗り出て欲しいということをインタビューで述べる。
結局、名乗り出た方がよかったのではないかと迷いが生じてアボカットに相談すると、「もし名乗り出れば慰謝料は受け取れない」と言われる。父に相談すると、父は自分の昔話を始めた。父は子供の頃ワルシャワにいた。当時もとても貧しかった中で、父がカナダに行くとなったとき、ダヴィッドの祖父が10ドルもくれた。父はそれを千倍にして返すと言い、出て行ったが結局、そうはできないままとなる。しかし、結局何よりも子供がそばにいてくれる方が大切だったのではないかと考えた。そして同様に、父はダヴィッドに10ドルを渡し、さらに店のお金から借金分の8万ドルを渡す。そして、ダヴィッドは「スターバックの正体が自分だ」とテレビ局にメールを出した。
恋人のヴァレリーは子供を生んだ。早産だったが無事出産する。その後、妻にプロポーズした後、自分がスターバックだと告白する。しかし、妻はそういう重大なことをプロポーズで紛らわすなと怒るがダヴィッドは次のように否定する。一つはそもそもヴァレリーが主人公に変われたと言ったのだ。結局最後に自分のために決断できるのは、裁判官でも家族でもなく自分のみなのだ。ふたつ目にプロポーズはごまかしのためではない。結果ヴァレリーは主人公のことを許した。そして142人のスターバックス・チルドレンは自分たちに新しい兄弟ができたと祝福した。

## キャスト
- ダヴィッド・ウォズニアク：パトリック・ユアール（フランス語版）
- ヴァレリー：ジュリー・ルブレトン（フランス語版）
- アボカット：アントワーヌ・ベルトラン - ダヴィッドの弁護士。
- ジュリー：サラ・ジャンヌ・ラブロッス（フランス語版）
- アントワーヌ：ダヴィッド・ミカエル（フランス語版）
- エティエンヌ：パトリック・マーティン（フランス語版）

## 受賞歴
- トロント国際映画祭2011：観客賞・次点
- サンタバーバラ国際映画祭2011：観客賞
- ソノマ国際映画祭2011：観客賞・最優秀作品賞
- バリャドリッド国際映画祭2011：最優秀男優賞
- タリン・ブラック・ナイト映画祭2011：最優秀北米インディペンデント映画賞
- パームスプリングス国際映画祭2012：観客賞・作品賞
- ラルプ・デュエズ国際映画祭2012：最優秀男優賞・審査委員特別賞